# Tour Lotería del Táchira 2014
La 1ª edición del Tour Lotería del Táchira se disputó desde el 10 hasta el 14 de diciembre de 2014.
El recorrido contó con 5 etapas y 478 km, transitando por los estados de Barinas y Táchira.
El ganador fue el venezolano Rónald González del equipo Lotería del Táchira, quien fue escoltado en el podio por Jonathan Salinas y Anderson Paredes.
Las clasificaciones secundarias fueron; Arthur García ganó la clasificación por puntos, Rónald González la montaña, el sprints para Xavier Nieves, el sub-23 para Anderson Paredes y la clasificación por equipos la ganó el equipo Androni Giocattoli-Venezuela.

## Equipos participantes
Participaron 8 equipos locales, conformados por entre 6 y 8 corredores. Iniciaron la carrera 58 ciclistas de los que finalizaron 48.
| - Lotería del Táchira - Kino Táchira - Androni Giocattoli-Venezuela - Gobernación de Táchira - Concafe - Gobernación de Barinas - Gobernación de Yaracuy - ONA - IDT - FONA - Osorio Motos - La Fria Lalini |

## Etapas
| Etapa | Fecha           | Recorrido                     | Km    | Ganador          | Lider           |
| 1ª    | 10 de diciembre | CRE en San Cristóbal          | 9,5   | John Nava        | John Nava       |
| 2ª    | 11 de diciembre | San Cristóbal - Santa Bárbara | 154,5 | Arthur Garcia    | Juan Ruiz       |
| 3ª    | 12 de diciembre | Lobatera - La Grita           | 90,5  | Rónald González  | Rónald González |
| 4ª    | 13 de diciembre | Rubio - Bramón                | 124,4 | Jonathan Camargo | Rónald González |
| 5ª    | 14 de diciembre | Circuito en San Cristóbal     | 99    | Arthur García    | Rónald González |

## Clasificaciones

### Clasificación general
| Posición | Ciclista          | Equipo                           | Tiempo     |
|          | Rónald González   | Lotería del Táchira              | 12:03:49   |
| 2º       | Jonathan Salinas  | Kino Táchira                     | + 00:00:19 |
| 3º       | Anderson Paredes  | Androni Giocattoli-Venezuela     | + 00:00:40 |
| 4º       | Jackson Rodríguez | Androni Giocattoli-Venezuela     | + 00:01:00 |
| 5º       | Roniel Campos     | Androni Giocattoli-Venezuela     | + 00:01:16 |
| 6º       | Henry Meneses     | Androni Giocattoli-Venezuela     | + 00:01:21 |
| 7º       | José Márquez      | Gobernación de Táchira - Concafe | + 00:01:52 |
| 8º       | Yeisson Delgado   | Gobernación de Táchira - Concafe | + 00:02:02 |
| 9º       | Ronan Lindarte    | Gobernación de Barinas           | + 00:02:14 |
| 10º      | Jorge Abreu       | Gobernación de Táchira - Concafe | + 00:02:29 |

### Clasificación por puntos
| Posición | Ciclista          | Equipo                       | Puntos |
|          | Arthur García     | Lotería del Táchira          | 30     |
| 2°       | Xavier Nieves     | ONA - IDT - FONA             | 30     |
| 3°       | Jackson Rodríguez | Androni Giocattoli-Venezuela | 30     |

### Clasificación de la montaña
| Posición | Ciclista         | Equipo                       | Puntos |
|          | Rónald González  | Lotería del Táchira          | 14     |
| 2°       | Anderson Paredes | Androni Giocattoli-Venezuela | 9      |
| 3°       | Jonathan Salinas | Kino Táchira                 | 5      |

### Clasificación de los sprints
| Posición | Ciclista      | Equipo                 | Puntos |
|          | Xavier Nieves | ONA - IDT - FONA       | 23     |
| 2°       | Maky Roman    | Kino Táchira           | 20     |
| 3°       | Pedro Sequera | Gobernación de Yaracuy | 10     |

### Clasificación sub-23
| Posición | Ciclista         | Equipo                       | Tiempo     |
|          | Anderson Paredes | Androni Giocattoli-Venezuela | 12:04:29   |
| 2°       | Roniel Campos    | Androni Giocattoli-Venezuela | + 00:00:36 |
| 3°       | Henry Meneses    | Androni Giocattoli-Venezuela | + 00:00:41 |

### Clasificación por equipos
| Posición | Equipo                           | Tiempo     |
|          | Androni Giocattoli-Venezuela     | 35:36:05   |
| 2°       | Gobernación de Táchira - Concafe | + 00:02:49 |
| 3°       | Lotería del Táchira              | + 00:04:35 |